# ریگ تریکر
ریگ تریکر (انگلیسی: Reg Tricker؛ ۵ اکتبر ۱۹۰۴ – ۱۹۹۰ (۸۵−۸۶ سال)) بازیکن فوتبال اهل بریتانیا بود.
از باشگاه‌هایی که در آن بازی کرده‌است می‌توان به باشگاه فوتبال آرسنال، باشگاه فوتبال لوتون تاون، باشگاه فوتبال لیتون اورینت، باشگاه فوتبال چارلتون اتلتیک، و باشگاه فوتبال رامزگیت اشاره کرد.